# Mika Schwann
Mika Schwann (* 30. Juli 1999) ist ein ehemaliger österreichischer Skispringer.

## Werdegang
Schwann feierte sein Debüt in einem internationalen Wettbewerb am 27. Juli 2013, als er bei einem Juniorenspringen auf der Adlerschanze in Hinterzarten Platz elf unter 58 Teilnehmern belegte. Nachdem er in der Saison 2014/15 im Alpencup hintere Ränge ersprang, debütierte er am 11. Juli 2015 im FIS-Cup, wurde aber auch in der Folge weiterhin vor allem im Alpencup eingesetzt. Bei einem weiteren Einsatz im FIS-Cup sprang er am 11. März 2016 auf der Čerťák-Normalschanze im tschechischen Harrachov auf Platz zwei hinter seinem Landsmann Simon Greiderer und errang damit seinen Podestplatz in diesem Wettbewerb.
Am 17./18. September 2016 kam er auf der Brunnentalschanze in Stams zu seinen ersten Einsätzen im Continental-Cup. Wurde er am 17. September noch disqualifiziert, so verpasste er am Folgetag mit Platz 33 die Punkteränge nur knapp. Obwohl er auch bei weiteren Continental-Cup-Einsätzen im Januar 2017 in Titisee-Neustadt nicht punkten konnte, wurde er für die Nordischen Junioren-Skiweltmeisterschaften 2017 im US-amerikanischen Park City nominiert und belegte nach Rang 20 im Einzelspringen mit seinen Teamkameraden Markus Rupitsch, Clemens Leitner und Janni Reisenauer den dritten Rang im Mannschaftswettbewerb. Im August 2017 nahm er an der Beskiden-Tour teil und errang als 22. beim Abschlussspringen auf dem Areal Horečky im tschechischen Frenštát pod Radhoštěm seine ersten Continental-Cup-Punkte, denen er im September 2017 bei den beiden Springen auf der Brunnentalschanze in Stams und auf der Trambulina Valea Cărbunării im rumänischen Râșnov vier weitere Punktgewinne folgen ließ. Der 15. Platz am 9. September 2017 in Stams war dabei sein bisher bestes Continental-Cup-Ergebnis.
Nachdem er im Dezember 2017 im schweizerischen Engelberg jedoch nicht in die Punkteränge erreicht hatte, wurde er zunächst wieder nur noch im Apen- und im FIS-Cup eingesetzt. Trotzdem durfte er auch bei der Nordischen Junioren-Skiweltmeisterschaften 2018 im schweizerischen Kandersteg teilnehmen. Nach Platz 15 im Einzelspringen ersprang er sich mit seinen Mannschaftskameraden Jan Hörl, Maximilian Lienher und Clemens Leitner Platz im Teamwettbewerb und damit seine zweite internationale Medaille. Nach einstelligen Ergebnissen im Alpen- und im FIS-Cup im Februar und März 2018 wurde er für das Abschlussspringen der Continental-Cup-Saison 2017/18 im russischen Tschaikowski nominiert und erreichte beim Springen auf der Sneschinka den 17. Platz. Im Sommer 2018 begann er zunächst zwar wieder unterklassig, wurde dann aber für die beiden Grand-Prix-Springen am 22. und 23. September 2018 auf der Trambulina Valea Cărbunării in Râșnov nominiert und erreichte mit den Plätzen 23 und 17 seine ersten Punkte auf dem höchsten Leistungslevel. Auch für das letzte Springen der Serie in Hinzenbach qualifizierte er sich, verpasste aber vor heimischen Publikum als 39. die Punkteränge. Bei Winter World University Games 2023 im US-amerikanischen Lake Placid erreichte er im Einzel den fünften Platz und belegte im Mannschaftswettbewerb mit der zweiten österreichischen Mannschaft Rang sechs. Anschließend beendete er seine Karriere.

## Erfolge

### Continental-Cup-Siege im Einzel
| Nr. | Datum           | Ort                    | Typ           |
| --- | --------------- | ---------------------- | ------------- |
| 1.  | 14. August 2021 | Frenštát pod Radhoštěm | Normalschanze |
| 2.  | 22. August 2021 | Râșnov                 | Normalschanze |

## Statistik

### Grand-Prix-Platzierungen
| Saison | Platz | Punkte |
| ------ | ----- | ------ |
| 2018   | 53.   | 022    |
| 2021   | 79.   | 006    |

### Continentalcup-Platzierungen
| Saison  | Platz | Punkte |
| ------- | ----- | ------ |
| 2017/18 | 92.   | 054    |
| 2018/19 | 99.   | 044    |
| 2021/22 | 14.   | 533    |